# Chotča
Chotča – wieś (obec) na Słowacji położona w kraju preszowskim, w powiecie Stropkov. Pierwsze wzmianki o miejscowości pochodzą z 1408 roku.
Według danych z dnia 31 grudnia 2012 roku, wieś zamieszkiwało 548 osób, w tym 277 kobiet i 271 mężczyzn.
W 2001 roku rozkład populacji względem narodowości i przynależności etnicznej wyglądał następująco:
- Słowacy – 95,98%
- Czesi – 0,35%
- Romowie – 0,17%
- Rusini – 2,10%
- Ukraińcy – 1,22%

Ze względu na wyznawaną religię struktura mieszkańców kształtowała się w 2001 roku następująco:
- Katolicy rzymscy – 54,37%
- Grekokatolicy – 40,91%
- Ewangelicy – 0,17%
- Prawosławni – 2,80%
- Ateiści – 0,87%
- Nie podano – 0,35%